# Ramiro Lapiedra
Ramiro Lapiedra Gutiérrez (Alicante, 29 de enero de 1978) es un productor y director de cine pornográfico español en colaboración con su hermano Pablo Lapiedra, también es escritor.

## Biografía
Ramiro Lapiedra Gutiérrez nació el 29 de enero de 1972 en Alicante. Comenzó a estudiar la carrera de Derecho, mientras trabajaba como portero y guarda de seguridad en discotecas y clubs de carretera.
Se aficionó rodar a los cortos cinematográficos antes de pasar a las películas porno junto a su hermano Pablo. Los hermanos se hicieron famosos no solo por sus películas, sino por las intensas campañas para promocionar a sus actrices en revistas y televisión.
Ha introducido en el porno a varias de sus relaciones sentimentales como son: Cecilia Gessa, Míriam Sánchez (Lucía Lapiedra), María Pascual (María Lapiedra), con quien además contrajo matrimonio y de quien está divorciado, y Samantha Sánchez (Apolonia Lapiedra). También introdujo a la novia y más tarde esposa de su hermano, Zuleidy Piedrahíta Vergara (Lupe Fuentes).